# St. Lambertus (Troisdorf-Bergheim)

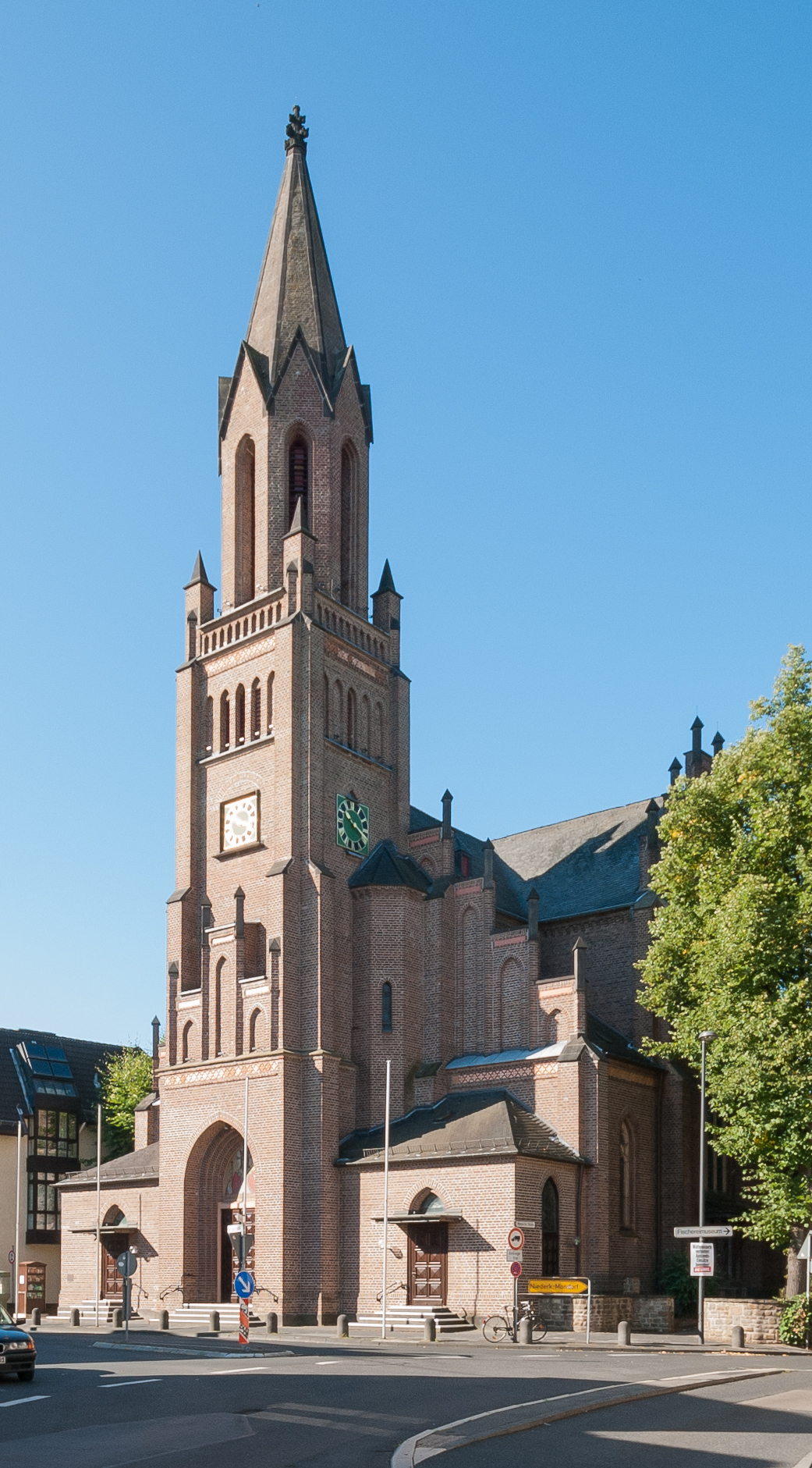
St. Lambertus

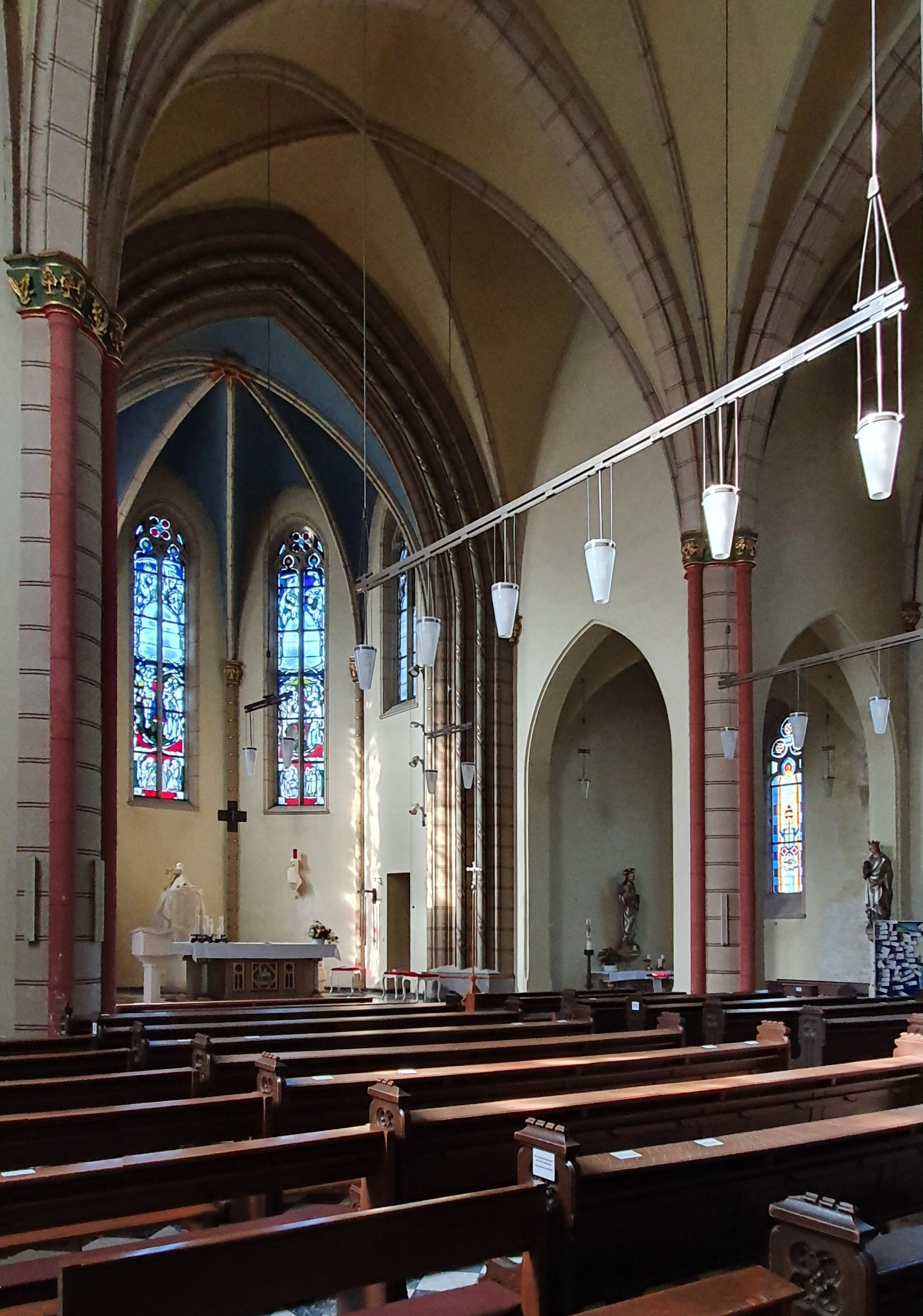
Innenraum von St. Lambertus

St. Lambertus ist eine römisch-katholische Kirche in der Ortschaft Bergheim der Stadt Troisdorf im nordrhein-westfälischen Rhein-Sieg-Kreis. Sie gehört zur katholischen Pfarreiengemeinschaft Siegmündung im Erzbistum Köln. St. Adelheid in Müllekoven ist ihre Filialkirche. Das Bauwerk steht als Baudenkmal unter Denkmalschutz.
.

## Geschichte
Ein erster Vorgängerbau der Pfarrkirche St. Lambertus stammt vermutlich aus dem 8. Jahrhundert. In der frühkarolingischen Zeit wurde eine aus Holz gebaute Eigenkirche auf einem pfalzgräflichen Gut in Bergheim errichtet. Sie wurde um 1064 vom Erzbischof Anno II. der Benediktinerabtei Siegburg übereignet und von Mönchen verwaltet. Aus dieser Zeit stammt der Taufstein aus Basaltlava, der im linken Eingangsbereich der heutigen Pfarrkirche steht.
Etwa in der gleichen Zeit, als der Grundstein zum Kölner Dom gelegt wurde, begann 1248 der Neubau einer größeren Kirche aus Stein im romanischen Stil. In der ersten Hälfte des 14. Jahrhunderts wurde das Kirchengebäude im Zuge einer Erweiterung gotisiert. An ein dreischiffiges Langhaus schloss sich im Osten ein mit Freskomalerei ausgestatteter Chor mit Fünfachtelschluss und Kreuzgewölbe an.
In der Folgezeit erfuhr die Kirche weitere Veränderungen mit Bauelementen verschiedener Stile. Nachdem sie allmählich zu klein und zunehmend baufällig geworden war, wurde sie 1869 durch einen Backstein-Neubau in der heutigen Gestalt ersetzt. Beim Abriss der alten Kirche wurden die Fresken entdeckt und dokumentiert, konnten aber wegen fehlender Finanzen nicht erhalten werden.
Am 20. September 1869, dem Gedenktag des heiligen Lambertus, dessen Patrozinium die Kirche tragen sollte, fand die Grundsteinlegung des neugotischen Neubaus mit westlich gelegenem Chor statt. Die Pläne stammten von dem Bonner Architekten August Dieckhoff. Bei der Lambertuskirmes am 22. September 1872 segnete Pfarrer Georg Klein die Kirche ein. Die Kirchweihe, die Weihe des Hauptaltares und der Seitenaltäre nahm der Kölner Erzbischof Paulus Melchers am 21. Juli 1875 vor.
Im Zweiten Weltkrieg erlitt die Kirche erhebliche Schäden an den Fenstern und den Gewölben. Der Kirchturm wurde bei einem Bombenangriff völlig zerstört. Im Zuge des Wiederaufbaus wurde die neugotische Inneneinrichtung verändert und die Retabel der Altäre sowie die Kanzel, die Kommunionbank und der Kreuzweg wurden entfernt.
Wegen der weiterhin gefährdeten Baustatik wurde der Kirchenbau von 1976 bis 1981 umfassend restauriert, wobei das Inventar umgestellt und ergänzt wurde. Heute beherbergt die Kirche unter anderem eine der größten Weihnachtskrippen in der Region.
Die Gesamtstruktur des Gebäudes zeichnet sich durch eine besonders gute Akustik aus, die vor allem bei Konzerten zur Geltung kommt.

## Ausstattung
Der Hauptaltar besteht aus der Mensa des ehemaligen neugotischen Hauptaltars. Aus der zweiten Hälfte des 20. Jahrhunderts stammt das von dem deutschen Künstler Egino Weinert geschaffene silberne Altarkreuz mit Emaillemedaillons aus Limoges. Das Vortragekreuz aus dem 15. Jahrhundert ist aus versilbertem Gelbguss gefertigt.
Der Tabernakel aus lothringischem Muschelkalk wurde 1982 von dem deutschen Bildhauer Jochem Pechau gestaltet. Auch das ebenfalls aus lothringischem Muschelkalk um 1981 gefertigte Ewige Licht mit Adlermotiv stammt aus seiner Werkstatt.
Der neugotische Marienaltar von 1874 geht auf eine Stiftung der Geschwister Jutta und Gerhard von Plettenberg aus dem Jahre 1504 zurück. Einer Stiftung von 1762 des Sieglarer Pastors Heribert Weinreis ist der ebenfalls neugotische Katharinenaltar zu verdanken, den die Bergheimer Fischereibruderschaft zu Ehren ihrer Zunftpatronin Katharina finanzierte.
Das Kircheninnere ist mit verschiedenen Statuen geschmückt:
- eine Herz-Jesu-Statue an der nördlichen Seitenwand,
- eine neugotische Statue des Kirchenpatrons Lambertus an der südlichen Seitenwand,
- vier Holzfiguren aus der ersten Hälfte des 20. Jahrhunderts (St. Josef und  St. Matthias links und rechts unter der Orgelempore, St. Judas Thaddäus und ein Antoniusrelief in der rechten Vorhalle).

Gegen Ende des 20. Jahrhunderts gestaltete der Künstler Guido Hosp aus Bad Bayersoien den Kreuzweg in neugotischem Stil.
Zur weiteren Innenausstattung zählen ein neugotischer Flügelaltar der Immerwährenden Hilfe in der linken Vorhalle, ein barockes Vesperbild in der Turmhalle, ein Taufstein aus Basaltlava aus dem 11. oder 12. Jahrhundert in der linken Vorhalle sowie verschiedene Wandbilder an der Ostwand unter der Orgelempore.

### Kirchenfenster
Die Glasfenster wurden zum großen Teil nach Entwürfen des Glasmalers Hermann Gottfried 1988 und 1993 von Glasmalerei Peters (Paderborn) und  Derix Glasstudio (Taunusstein) angefertigt. 
Die unteren Chorfenster stellen Szenen aus dem Alten Testament dar, während die oberen Motive aus dem Neuen Testament, unter anderem die Wundersame Brotvermehrung, das Abendmahl Jesu und die Kreuzigung Christi, enthalten. Die oberen südlichen Seitenfenster zeigen die Geistsendung zu Pfingsten, die unteren veranschaulichen drei Begebenheiten aus dem Leben des Pfarrpatrons. Die nördlichen Seitenfenster enthalten Darstellungen von Gottvater und Jesus Christus, die sich vor allem auf das Fischereihandwerk Bergheims beziehen.
Außerdem existieren noch einige Buntglasfenster aus dem Jahr 1950, ausgeführt von Selbach und Henseler in Köln.

### Orgel
2013 wurde die Klaisorgel von 1905 durch eine historische Orgel mit 17 Registern ersetzt, die 1896 von Georg Friedrich Steinmeyer aus Oettingen als Opus 560 für die evangelische Kirche in Gräfenberg gebaut worden war. Restauriert wurde sie durch die Orgelmanufactur Vleugels in Hardheim.

### Kirchenglocken
Die Kirche besitzt vier Glocken, von denen die kleinste (Glockenname Lambertus) auf das Jahr 1449 zurückgeht. Diese kleine Glocke wurde 1908 in der Glockengießerei Otto eingeschmolzen und das Material zum Guss der neuen Glocke verwendet. Die übrigen drei Glocken (Glockennamen Christus, Maria, Josef) sind aus Stahl und wurden 1948 vom Bochumer Verein für Gußstahlfabrikation gegossen.